# Paola Renata Carboni
A Venerável Paola Renata Carboni (21 de fevereiro de 1908 - 11 de setembro de 1927) foi uma adolescente italiana venerada na Igreja Católica Romana.
Carboni era o quarto de oito filhos de um médico que se recusava a permitir que seus filhos frequentassem a igreja ou fossem instruídos na religião. Uma tia secretamente batizou a menina e ensinou-lhe os princípios do catecismo. Quando ela tinha quatorze anos, ela e uma de suas irmãs foram enviadas para uma escola separada e viviam perto de uma devota família católica que as levava à missa. Carboni e sua irmã começaram a frequentar a igreja e a estudar com um padre, que secretamente lhes dava o sacramento da Sagrada Comunhão e a confirmação. As meninas acabaram contando ao pai, que continuou a se opor à prática religiosa, mas relutantemente permitiu que continuassem a frequentar a igreja.
Carboni esperava se tornar uma missionária, mas sua saúde debilitada, incluindo uma forma de cólica que sofreu desde os treze anos, impediu-o. Ela se tornou professora em uma escola católica, onde lecionou por dois anos. Ela também se juntou ao grupo Ação Católica e serviu como secretária diocesana da Juventude Feminina. As meninas mais novas frequentemente a procuravam para ajudá-la com seus problemas e conselhos espirituais. Ela e sua irmã fizeram uma peregrinação a Roma na primavera de 1927 e visitaram lugares frequentados por sua santa favorita, Santa Teresinha de Lisieux. Durante a peregrinação, Carboni fez voto de virgindade.
Em agosto de 1927, Carboni contraiu tifo e desenvolveu febre alta. Ela enfrentou a morte em paz, para consternação de seus parentes, especialmente de seu pai, que estava impotente para acabar com seu sofrimento ou curá-la. Diz-se que ela ofereceu seu sofrimento pela conversão dos pecadores e por seu pai, que ela esperava que se convertesse ao catolicismo. Quando ela morreu, seu pai recusou-se a entrar na igreja para o funeral, mas foi ao cemitério para o serviço. Ele observou: "Agora ela está com seu Deus". Alguns anos depois, seu pai decidiu se converter ao catolicismo e acreditar em Deus.
Carboni foi declarado venerável pela Igreja Católica Romana em 1993. Seus restos mortais estão enterrados na Igreja de Nossa Senhora da Misericórdia em Fermo.